# Единое окно для торговли
«Единое окно» для торговли — механизм, позволяющий сторонам, участвующим в торговых и транспортных операциях, представлять стандартизованную информацию и документы с использованием единого пропускного канала в целях выполнения всех регулирующих требований, касающихся импорта, экспорта и транзита (Рекомендация ЕЭК ООН № 33).
Единое окно является одной одной из основных мер упрощения процедур торговли.
Информация и документы, предоставляемые через Единое окно, как правило, связана с таможенными декларациями и таможенным оформлением, лицензиями, разрешениями, сертификатами, торговыми счетами, транспортными документами, а также документами, связанными с нормативными требованиями, касающимися импорта, экспорта и транзита.
Основные элементы, характеризующие Единое окно:
• «стороны, участвующие в торговых и транспортных операциях»;
• «стандартизированная информация и документы»;
• «единый пропускной канал для подачи требуемой информации»;
• «выполнение регулятивных требований»;
• «однократное представление отдельных элементов данных».
Единое окно реализовано предпочтительно с использованием информационно-коммуникационных технологий.
Термин Единое окно отличается от одного окна. В рамках одного окна объем документов требуемых федеральными органами исполнительной власти сохраняется без изменения, в то время как для реализации механизма единого окна создается единый перечень документов и сведений для всех органов государственной власти, гармонизируется состав документов и сведений.

## Международные инструменты для внедрения Единого окна
Хотя использование международных стандартов не является обязательным в качестве основы для разработки схем Единого окна, международные организации разработали соответствующие международные стандарты, которые могут быть использованы при внедрении Единого окна.
Основные международные инструменты, которые надо использовать при создании «Единого окна», включают:
Рекомендации ЕЭК ООН и Центра ООН по упрощению процедур торговли и электронным деловым операциям (СЕФАКТ ООН): 
1. Рекомендация № 33 и руководящие принципы по созданию механизма «единого окна».
2. Рекомендация № 34 Упрощение и стандартизация данных для международной торговли.
3. Рекомендация № 35 Выработка правовой основы системы «единого окна» в международной торговле.
4. Рекомендация № 36 о функциональной совместимости систем «единого окна».
Международные стандарты ВТамО:
1. Компендиум ВТамО по системе «Единого окна»
Международные стандарты Сети экспертов Организации Объединенных Наций по безбумажной торговле в Азиатско-Тихоокеанском регионе (ЮННЕксТ): 
1. Совместимость механизмов «Единого окна» при трансграничном взаимодействии: операционное руководство.
2. Руководство ЮННЕксТ по планированию и реализации проекта «единого окна».
3. Правовые аспекты создания электронного «Единого окна»: руководство ЮННЕксТ по повышению потенциала.
4. Руководство ЮННЕксТ по гармонизации и моделированию данных.
5. Руководство ЮННЕксТ по анализу бизнес-процессов.
Международный стандарт Международной морской организации: 
Рекомендация по внедрению морского единого окна (2019 г.).
Международный стандарт Африканского альянса за развитие электронной торговли:
1. Руководство по внедрению системы «Единого окна» в Африке (2017 г.).

## Единое окно как инструмент упрощения процедур торговли
Соглашение об упрощении процедур ВТО торговли предусматривает, что «страны-участницы должны активно создавать или сохранять пункты, принимающие документы по принципу „Единое окно“, и/или требования к данным при оформлении импорта, экспорта или транзита, а также упрощать процедуры таким образом, чтобы информация, предоставленная через „Единое окно“ не запрашивалась повторно другим пограничным ведомством, включенным в тот же пункт „Единое окно“. Кроме этого, пункты „Единое окно“ в странах-участницах должны, где это возможно и целесообразно, использовать в пунктах „Единое окно“ электронный документооборот» (статья 10 Соглашения об упрощении процедур торговли).
Эта мера требует от государств пытаться реализовать положения по внедрению Единого окна. Вместе с тем данное положение не накладывает обязательство на государство по созданию или поддержке Единого окна.
Однако, при внедрении единого окна возникает обязательство обрабатывать полученную документацию и своевременно сообщать результаты оценки заявителю через систему единого окна, чтобы гарантировать защиту участников внешнеэкономической деятельности от издержек и задержек в процессе торговли.

## Основные модели для механизма Единого окна
Единый орган — который получает информацию в бумажной или электронной форме, распространяет эту информацию среди всех соответствующих государственных органов и координирует меры контроля в целях предупреждения возникновения ненужных препятствий в логистической цепочке.
Единая автоматизированная система для сбора и распространения информации (государственная или частная), в рамках которой интегрированы процессы электронного сбора, использования и распространения (и хранения) данных, касающихся трансграничной торговли.
Автоматизированная информационно-операционная система, с помощью которой трейдер может представлять электронные торговые декларации различным органам для обработки и подтверждения методом однократной записи.

## Виды единого окна
Национальное единое окно — средство «единого окна», которое обрабатывает все связанные с трансграничной торговлей нормативные требования в стране. Обозначение «Национальное единое окно» указывает на то, что существует только одно официальное Единое окно, и все соответствующие правительственные учреждения должны -либо с самого начала, либо постепенно -участвовать в этом учреждении.
Региональное единое окно — механизм, который обрабатывает связанные с торговлей нормативные требования в данном регионе. необходимо либо для создания совместной системы национальных единых окон, сети сетей, которая обеспечивает дополнительные уровни функциональности, например, общие процедуры между странами, либо полностью заменяет национальное единое окно.
Таможенное единое окно — это окружающая среда, которая покрывает процедуры, связанные с экспортом и импортом товаров, такие как таможенная очистка.
Морское единое окно — универсальная сервисная окружающая среда, которая охватывает морские и портовые административные процедуры между частным секторам и государственными органами на национальном уровне. Иногда в некоторых стран морское единое окно может выступать в качестве национального единого окна или торгового/ таможенного единого окна.
Cистема информационного взаимодействия в порту — это нейтральная и открытая электронная платформа, обеспечивающая интеллектуальный и безопасный обмен информацией между представителями частного бизнеса и государственными структурами, тем самым повышая конкурентоспособность порта.
Система грузового сообщества — информационно-технологическая платформа, связанная с грузовыми перевозками (импортом/экспортом/транзитом) любого рода грузов, проходящих через порт, аэропорт или мультимодальный транспортный комплекс местного или национального значения.
Портал для единовременного представления данных — это пункт доступа, который дает участникам торговли возможность обмениваться в стандартном формате информацией по определенному виду деятельности с соответствующими сторонами, в том числе с государственными учреждениями.